# Juan Ramón Lacadena
Juan Ramón Lacadena Calero, (Saragosse, 14 novembre 1934) est un docteur et ingénieur agronome espagnol.
Il étudia à l'Escuela Especial de Ingenieros Agrónomos de Madrid (1re licence et 2e licence : 1956-1961, 3e licence 1963). Il a été collaborateur du CSIC, professeur de génétique à l’UCM, et chef du département du génétique de l’Universidad de La Laguna (1971) et l’UCM (1971 - 2005).
Il a collaboré avec la Sociedad Española de Genética (Secrétaire, 1973-1985 ; Président, 1985-1990).
Il a rédigé plus de 100 articles et monographies scientifiques sur le comportement chromosomique par rapport à la cytogénétique, et plus de 80 publications sur génétique et bioéthique. Il a été membre de la Comisión Nacional de Reproducción Humana Asistida (1997) et la Société internationale de bioéthique (1997).